# سامان مقدم
سامان مقدم (زاده ۱۳۴۷ در تهران) کارگردان و فیلم‌نامه‌نویس ایرانی است. وی فعالیت خود را در سال ۱۳۷۰ با دستیاری کارگردانی فیلم ردپای گرگ به کارگردانی مسعود کیمیایی آغاز کرد.

## فیلم‌شناسی

### سینمایی
- نهنگ عنبر ۲: سلکشن رؤیا (همچنین نویسنده و تهیه‌کننده) (۱۳۹۵)
- نهنگ عنبر (۱۳۹۳)
- یک عاشقانه ساده (۱۳۹۰)
- صد سال به این سال‌ها (همچنین نویسنده) (۱۳۸۶)
- کافه ستاره (۱۳۸۴)
- مکس (۱۳۸۳)
- پارتی (همچنین نویسنده) (۱۳۷۹)
- سیاوش (همچنین نویسنده) (۱۳۷۷)

### تلویزیونی
- دیوار به دیوار ۲ (۱۳۹۷)
- دیوار به دیوار ۱ (۱۳۹۶)
- شمس العماره (۱۳۸۸)
- پریدخت (۱۳۸۶)
- همراز (۱۳۸۱)

### نمایش خانگی
- افعی تهران (۱۴۰۲)
- قلب یخی (فصل سوم) (۱۳۹۱)

## دیدگاه‌ها
مقدم از جمله ۱۴۰ هنرمند ایرانی بود که با امضاء طوماری در مورخ ۲۲ خرداد ۱۳۹۲، همراه با سایر اصلاح‌طلبان و اعتدالگرایان، ضمن قدردانی انصراف محمدرضا عارف به نفع روحانی از نامزدی حسن روحانی در انتخابات ریاست جمهوری ۱۳۹۲ حمایت علنی کرد.